# Chaqueta deportiva

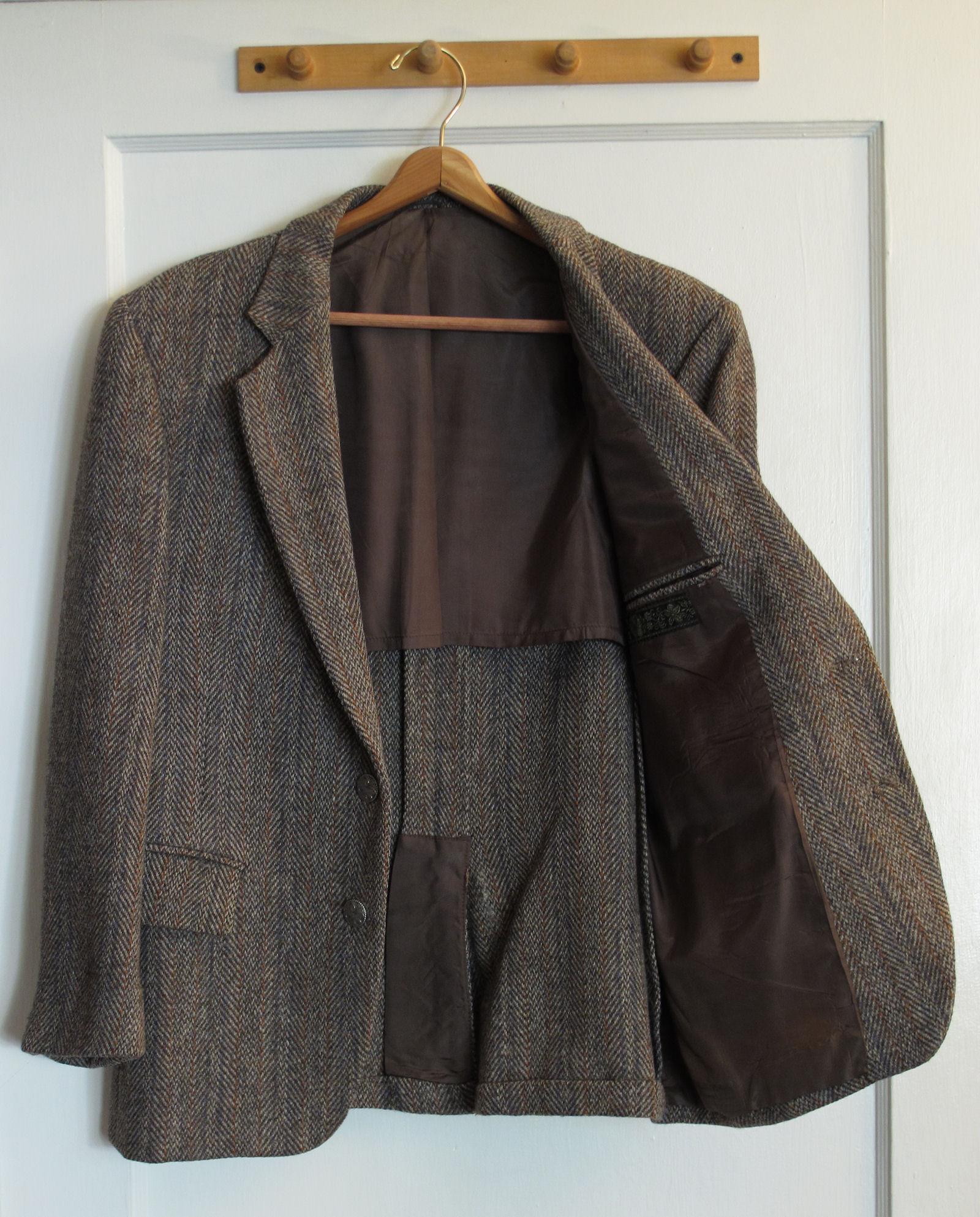
Chaqueta deportiva de tweed.

Una chaqueta deportiva, también llamada chaqueta sport (o chaqueta de sport) o chaqueta informal, es una chaqueta elegante informal para varón diseñada para usarse sola sin pantalones a juego, tradicionalmente con fines deportivos. Los estilos, telas, colores y patrones son más variados que en la mayoría de los trajes; se utilizan habitualmente telas más resistentes y gruesas, como la pana, el ante, la mezcliclla, el cuero y el tweed.
Originalmente, estas chaquetas se usaban como vestimenta apropiada para participar en ciertos deportes al aire libre. Con el tiempo, fueron adoptadas por los asistentes a tales eventos y llegaron a usarse en ocasiones más formales, utilizándose a veces en uniformes escolares.

## Tipos
Una chaqueta de tiro es un tipo de chaqueta deportiva que se usaba, como su nombre indica, originalmente mientras se participaba en deportes de tiro o caza. Generalmente viene con un parche de cuero en el hombro delantero para evitar el desgaste por retroceso de la culata de una escopeta o rifle, y con frecuencia tiene parches de cuero a juego en los codos.
Una chaqueta de montar a caballo es un abrigo deportivo de lana para montar a caballo de manera informal, a menudo de tweed y tradicionalmente con tres botones y una sola abertura.
Un bléiser es similar a una chaqueta deportiva, generalmente confeccionada con telas de colores sólidos o rayadas. Los bléiseres a menudo se fabrican con botones de metal, lo que refleja sus orígenes en la Marina Real británica y el deporte de la navegación de recreo, aunque esta no es necesariamente una característica definitoria. Los blazers también suelen tener bolsillo s de parche, a diferencia de otros tipos de abrigos.
La chaqueta se menciona en el título del sencillo de rock and roll de 1957 «A White Sport Coat (and a Pink Carnation)» de Marty Robbins; el título fue posteriormente adaptado por Jimmy Buffett para su álbum de 1973 A White Sport Coat and a Pink Crustacean.

## Tela
Una chaqueta o abrigo deportivo viene en una variedad de tejidos como lana, tweed, lino, pana y algodón. El estilo más clásico de un abrigo deportivo está hecho de lana, en particular tweed. En Irlanda, el tweed de Donegal se fabrica principalmente en el condado irlandés de Donegal y se utiliza para abrigos y chaquetas deportivas. Hay varios fabricantes conocidos, como el tejedor de quinta generación Mulhern de Triona Design en la ciudad de Ardara.